# Wolfpriset i matematik
Wolfpriset i matematik är ett av sex Wolfpris. Det har sedan 1978 delats ut årligen. De andra prisen är jordbruksvetenskap, kemi, medicin, fysik och konst. Priset består av ett diplom och 100 000 dollar.

## Pristagare
| År        | Namn                     | Nationalitet        | Motivering |
| --------- | ------------------------ | ------------------- | --- |
| 1978      | Israel Gelfand           | Sovjetunionen       | för hans arbete inom funktionalanalys, grupprepresentation och hans nyskapande bidrag till många områden inom matematiken och dess tillämpning.                                                            |
| 1978      | Carl Siegel              | Västtyskland        | för hans bidrag till talteori, teorin om flera komplexa variabler och celest mekanik. |
| 1979      | Jean Leray               | Frankrike           | för hans pionjärarbete inom utveckling och tillämpning av topologiska metoder i studiet av differentialekvationer.                                                                                         |
| 1979      | André Weil               | Frankrike           | för hans introduktion av algebra-geometriska metoder till talteorin. |
| 1980      | Henri Cartan             | Frankrike           | för hans pionjärarbete inom algebraisk topologi, komplexa variabler, homologisk algebra och inspirerande ledarskap av en generation av matematiker.                                                        |
| 1980      | Andrej Kolmogorov        | Sovjetunionen       | för djupa och originella upptäckter inom Fourieranalys, sannolikhetsteori, ergodteori och dynamiska system.                                                                                                |
| 1981      | Lars Ahlfors             | Finland             | för nyskapande upptäckter och skapandet av nya kraftfulla metoder inom geometrisk funktionsteori. |
| 1981      | Oscar Zariski            | USA                 | skapare av den moderna synen på algebraisk geometri genom sammanslagningen med kommutativ algebra. |
| 1982      | Hassler Whitney          | USA                 | för hans grundläggande arbete inom algebraisk topologi, differentialgeometri och differentialtopologi. |
| 1982      | Mark Grigoryevich Krein  | Sovjetunionen       | för hans grundläggande bidrag till funktionalanalysen och dess tillämpningar. |
| 1983/1984 | Shiing-Shen Chern        | Kina                | för hans enastående bidrag till global differentialgeometri, vilket djupgående har influerat all matematik.                                                                                                |
| 1983/1984 | Paul Erdős               | Ungern              | för hans åtskilliga bidrag till talteori, kombinatorik, sannolikhet, mängdteori och matematisk analys, och för att personligen ha stimulerat matematiker över hela världen.                                |
| 1984/1985 | Kunihiko Kodaira         | Japan               | för hans enastående bidrag till studiet av komplexa mångfalder och algebraiska varieteter. |
| 1984/1985 | Hans Lewy                | USA                 | för initierandet av många, nu klassiska och essentiella, framsteg inom partiella differentialekvationer.                                                                                                   |
| 1986      | Samuel Eilenberg         | USA                 | för hans grundläggande arbete inom algebraisk topologi och homologisk algebra. |
| 1986      | Atle Selberg             | Norge               | för hans djupgående och originella arbete om talteori på diskreta grupper och automorfa former. |
| 1987      | Kiyoshi Itō              | Japan               | för hans grundläggande bidrag till ren och tillämpad sannolikhetsteori, speciellt skapandet av den stokastiska differential- och integralkalkylen.                                                         |
| 1987      | Peter Lax                | USA Ungern          | för hans enastående bidrag till många områden av analys och tillämpad matematik. |
| 1988      | Friedrich Hirzebruch     | Västtyskland        | för hans enstående arbete i att kombinera topologi, algebraisk geometri och differentialgeometri samt algebraisk talteori; och för hans stimulering av matematiskt samarbete och forskning.                |
| 1988      | Lars Hörmander           | Sverige             | för grundläggande arbete inom modern analys, speciellt tillämpningen av pseudodifferential- och Fourierintegraloperatorer på linjära partiella differentialekvationer.                                     |
| 1989      | Alberto Calderón         | Argentina           | för hans nyskapande arbete om singulära integraloperatorer och deras tillämpning på viktiga problem rörande partiella differentialekvationer.                                                              |
| 1989      | John Milnor              | USA                 | för geniala och högt originella upptäckter inom geometri som har öppnat nya viktiga vyer inom topologi från algebraiska, kombinatoriska och differentierbara synvinklar.                                   |
| 1990      | Ennio de Giorgi          | Italien             | för hans innovativa idéer och grundläggande insatser inom partiella differentialekvationer och variationskalkyl.                                                                                           |
| 1990      | Ilya Piatetski-Shapiro   | Israel              | för hans grundläggande bidrag till studiet av homogena komplexa definitionsmängder, diskreta grupper, representationsteori och automorfa former.                                                           |
| 1991      | Pris ej utdelat          | Pris ej utdelat     | Pris ej utdelat |
| 1992      | Lennart Carleson         | Sverige             | för hans grundläggande bidrag till Fourieranalys, komplex analys, kvasikonforma avbildningar och dynamiska system.                                                                                         |
| 1992      | John Thompson            | USA                 | för hans djupgående bidrag till alla aspekter av teorin för ändliga grupper och kopplingar till andra delar av matematiken.                                                                                |
| 1993      | Michail Gromov           | Ryssland            | för hans revolutionära bidrag till global Riemanngeometri och symplektisk geometri, algebraisk topologi, geometrisk gruppteori och partiella differentialekvationer.                                       |
| 1993      | Jacques Tits             | Belgien / Frankrike | för hans nyskapande och grundläggande bidrag till teorin om algebraiska och andra gruppklasser och speciellt för teorin om byggnader.                                                                      |
| 1994/1995 | Jürgen Moser             | Schweiz             | för hans grundläggande arbete om stabilitet i Hamiltonsk mekanik och hans ingående och inflytelserika bidrag till olinjära differentialekvationer.                                                         |
| 1995/1996 | Robert Langlands         | Kanada              | för hans utomordentliga arbete och extraordinära insikt i fälten talteori, automorfa former och grupprepresentation.                                                                                       |
| 1995/1996 | Andrew Wiles             | Storbritannien      | för spektakulära bidrag till talteori och anknytande fält, stora framsteg om grundläggande förmodanden och för beviset av Fermats stora sats.                                                              |
| 1996/1997 | Joseph Keller            | USA                 | för hans djupgående och innovativa bidrag, speciellt angående elektromagnetisk, optisk och akustisk vågutbredning och till fluid-, solid- och kvantmekanik samt statistisk mekanik.                        |
| 1996/1997 | Yakov Sinai              | Ryssland            | för hans grundläggande bidrag till matematisk rigorösa metoder i statistisk mekanik och ergodteori i dynamiska system.                                                                                     |
| 1998      | Pris ej utdelat          | Pris ej utdelat     | Pris ej utdelat |
| 1999      | László Lovász            | Ungern              | för hans enastående bidrag till kombinatorik, teoretisk datavetenskap och kombinatorisk optimering. |
| 1999      | Elias M. Stein           | Belgien / USA       | för hans bidrag till klassisk och "Euklidisk" Fourieranalys och för sin exceptionella inverkan på en ny generation av analytiker med sin slående lär- och skrivstil.                                       |
| 2000      | Raoul Bott               | USA                 | för hans djupa upptäckter i topologi och differentialgeometri och deras tillämpningar på Liegrupper, differentialoperatorer och matematisk fysik.                                                          |
| 2000      | Jean-Pierre Serre        | Frankrike           | för hans grundläggande bidrag till topologi, algebraisk geometri, algebra och talteori, och för hans inspirerande föreläsningar och skrifter.                                                              |
| 2001      | Vladimir Arnold          | Ryssland            | för hans djupa och inflytelserika arbete i en mängd matematiska områden, däribland dynamiska system, differentialekvationer och singuläriteter.                                                            |
| 2001      | Saharon Shelah           | Israel              | för hans många grundläggande bidrag till matematisk logik och mängdteori och deras tillämpningar i andra områden av matematiken.                                                                           |
| 2002/2003 | Mikio Sato               | Japan               | för hans skapande av algebraisk analys, däribland hyperfunktion- och mikrofunktionteori, holonomisk kvantfältsteori och en enad teori om solitonekvationer.                                                |
| 2002/2003 | John Tate                | USA                 | för hans skapande av grundläggande begrepp inom algebraisk talteori. |
| 2004      | Pris ej utdelat          | Pris ej utdelat     | Pris ej utdelat |
| 2005      | Gregory Margulis         | Ryssland            | för hans monumentala bidrag till algebra, särskilt teorin om gitter i halvenkla Liegrupper, och slående tillämpningar av detta till ergodteori, representationsteori, talteori, kombinatorik och måtteori. |
| 2005      | Sergei Petrovich Novikov | Ryssland            | för hans grundläggande och nyskapande bidrag till algebraisk topologi, differentialtopologi och till matematisk fysik, speciellt introduktionen av algebraisk-geometriska metoder.                         |
| 2006/2007 | Stephen Smale            | USA                 | för hans nyskapande bidrag som har spelat en grundläggande roll i formandet av differentialtopologi, dynamiska system, matematisk ekonomi och andra ämnen inom matematik.                                  |
| 2006/2007 | Hillel Furstenberg       | Israel              | för hans djupgående bidrag till ergodteori, sannolikhetsteori, topologisk dynamik, analys på symmetriska rum och homogena flöden.                                                                          |
| 2008      | Pierre Deligne           | Belgien             | för hans arbete om blandad Hodgeteori; Weils fömodanden, Riemann-Hilbert korrespondensen, och för hans bidrag till aritmetik.                                                                              |
| 2008      | Phillip Griffiths        | USA                 | för hans arbete om variationer på Hodgestrukturer; teorin om Abelska integralers periodicitet; och för hans bidrag till komplex differentialgeometri.                                                      |
| 2008      | David Mumford            | USA                 | för hans arbeten om algebraiska ytor; inom geometrisk invariansteori; och för att ha lagt grunden till den moderna algebraiska teorin om kurvors och thetafunktioners moduli.                              |
| 2009      | Pris ej utdelat          | Pris ej utdelat     | Pris ej utdelat |
| 2010      | Shing-Tung Yau           | Kina / USA          | för hans bidrag till geometrisk analys. |
| 2010      | Dennis P. Sullivan       | USA                 | för hans bidrag till algebraisk topologi och konform dynamik. |
| 2011      | Pris ej utdelat          | Pris ej utdelat     | Pris ej utdelat |
| 2012      | Michael Aschbacher       | USA                 | för hans arbete om teorin för finita grupper. |
| 2012      | Luis Caffarelli          | Argentina/ USA      | för hans arbete om partiella differentialekvationer. |
| 2013      | George Mostow            | USA                 | för hans fundamentala bidrag och pionjärbidrag till geometri och Liegruppsteori. |
| 2013      | Michael Artin            | USA                 | för hans fundamentala bidrag till algebraisk geometri. Hans matematiska prestationer är enstående för deras djup och bredd.                                                                                |
| 2014      | Peter Sarnak             | Sydafrika USA       | för hans djupa bidrag inom analys, talteori, geometri och kombinatorik. |
| 2015      | James Arthur             | Kanada              | för hans monumentala arbete om spårformeln och hans fundamentala bidrag till teorin för automorfa representationer av reduktiva grupper.                                                                   |

## Landsfördelning
| Land           | Antal |
| -------------- | ----- |
| Argentina      | 2     |
| Belgien        | 3     |
| Finland        | 1     |
| Frankrike      | 5     |
| Israel         | 3     |
| Italien        | 1     |
| Japan          | 3     |
| Kanada         | 2     |
| Kina           | 2     |
| Norge          | 1     |
| Ryssland       | 5     |
| Schweiz        | 1     |
| Sovjetunionen  | 3     |
| Storbritannien | 1     |
| Sverige        | 2     |
| Sydafrika      | 1     |
| Tyskland       | 2     |
| Ungern         | 5     |
| USA            | 22    |